# ستيف شولز
ستيفن هنري شولز (بالإنجليزية: Stephen H. Sholes) (12 فبراير 1911 – 22 أبريل 1968) هو منتج موسيقي أمريكي راحل، وكان مسؤولا تنفيذيا بارزا في شركة آر سي أيه فيكتور.

## المهنة
وُلد شولز في واشنطن العاصمة وانتقل في سن التاسعة مع عائلته إلى ميرشانتفيل في نيو جيرسي، حيث كان والده يعمل في مصنع شركة فيكتور للآلات الناطقة في مدينة كامدن القريبة. بدأ شولز العمل في فيكتور كمراسل في عام 1929 وعمل بدوام جزئي في الشركة أثناء دراسته في جامعة روتجرز. 
عمل شولز لفترة في قسم راديو آر سي أيه فيكتور، ولكنه انتفل لقسم التسجيل بفضل خبرته في عزف الساكسفون والكلارينيت في فرق الرقص. وخلال الحرب العالمية الثانية، خدم في الجيش ضمن عمليات في ديسك، زهي علامة أنتجت تسجيلات للبث الإذاعي والاستخدام الشخصي لأفراد الجيش. 
في عام 1945، أصبح رئيسًا لقسم الكانتري لشركة آر سي أيه فيكتور في ناشفيل وكان مسؤولًا عن استقدام مواهب مثل تشيت أتكينز. غادر شولز ناشفيل، تولى أتكينز عنه رئاسة قسم الكانتري. وقع شولز أيضا مع نجوم بقوا مع الشركة لعقود مثل إدي أرنولد وهانك لوكلين وهانك سنو وجيم ريفز. في عام 1955، وقع إلفيس بريسلي مع آر سي أيه فيكتور، وأصدر له شولز عدة أغاني تصدرت قوائم الأغاني في أمريكا والمملكة المتحدة.  في إحصاء لعام 1982، وصل شولز إلى المركز الرابع على قائمة أنجح منتجي التسجيلات في قوائم المملكة المتحدة. 
أقنع شولز شركة آر سي أيه ببناء استوديو تسجيل خاص به في ناشفيل في عام 1957. وأصبح مدير أغاني البوب في العام نفسه، ومدير أغاني الألبومات والأغاني المنفردة في عام 1958، ومدير منطقة الساحل الغربي في عام 1961 في لوس أنجلوس. ثم أصبح نائب رئيس قسم اكتشاف المواهب وعاد إلى نيويورك في عام 1963.
عمل شولز في مجلس إدارة جمعية موسيقى الكانتري (CMA) ومؤسسة موسيقى الكانتري (CMF).  تم إدخال شولز في قاعة مشاهير موسيقى الكانتري، والتي عمل على إنشائها في عام 1967. 
مات شولز في ناشفيل بنوبة قلبية في سن السابعة والخمسين.  وكان وقتها يزور صديقيه هومر وجيثرو وهما يسجلان ألبوما حيا في جامعة فاندربيلت، حيث أصيب بنوبة قلبية في الطريق إلى الجامعة.
قام الممثل بارت هانسارد بتأدية دور شولز في مسلسل CBS القصير «إلفيس» (2005).

## وصلات خارجية
- ستيف شولز على موقع ميوزك برينز (الإنجليزية)
- ستيف شولز على موقع ديسكوغز (الإنجليزية)

- http://www.geocities.com/shakin_stacks/stevesholes.txt[وصلة مكسورة]
- http://www.countryworks.com/artist_full.asp?KEY=SHOLES نسخة محفوظة 17 يوليو 2011 على موقع واي باك مشين.
- https://web.archive.org/web/20050208091417/http://www.countrymusichalloffame.com/inductees/steve_sholes.html